# Gare de Bernimont
La gare de Bernimont est une ancienne gare ferroviaire belge de la ligne 163, située au hameau de Bernimont sur le territoire de la commune de Libramont-Chevigny, dans la province de Luxembourg en région wallonne.

## Situation ferroviaire
La gare de Bernimont est située au point kilométrique (PK) 6,60 de la ligne 163, de Libramont à Gouvy et Saint-Vith entre le point d'arrêt d'Ourt et la gare de Wideumont.

## Histoire
La station de Bernimont est mise en service le 15 novembre 1869 par la Grande compagnie du Luxembourg (GCL) qui inaugure le même jour l'embranchement de Libramont à Bastogne.
La GCL est reprise par l’État belge en 1873. La station de Bernimont, disposant d'un bâtiment des recettes, est rétrogradée au rang de halte dépendant de la gare de Wideumont en 1885. Un abri pour la lampisterie et le magasin d'approvisionnement est construit en 1882.
La SNCB choisit de ne plus desservir Bernimont à partir du 27 mai 1979. La desserte ferroviaire de la ligne Libramont - Bastogne est suspendue en 1993 et la ligne est finalement démantelée.

## Patrimoine ferroviaire
L'ancien bâtiment des recettes, appartenant à un plan type de la GCL spécifique à l'embranchement de Bastogne a été revendu comme habitation. Un abri de quai en béton abandonné de type SNCB se trouve à proximité.